# Cud w Kanie Galilejskiej
Cud w Kanie Galilejskiej – według Ewangelii św. Jana Jezus Chrystus przemienił wodę w wino podczas wesela w Kanie, galilejskim miasteczku w pobliżu Nazaretu. Przemienienie wody w wino jest pierwszym z 37 opisanych w Ewangeliach cudów Jezusa w okresie jego publicznej działalności. Świadkami cudu mieli być apostołowie i Maryja, matka Jezusa. Miasteczko obecnie jest identyfikowane z Kefar Kanna.
Opis tego cudu nie znajduje się w Ewangeliach synoptycznych, umieszczony jest on tylko w opisie działalności Jezusa spisanym przez Św. Jana Apostoła (J 2,1-11).

## Treść przekazu ewangelicznego

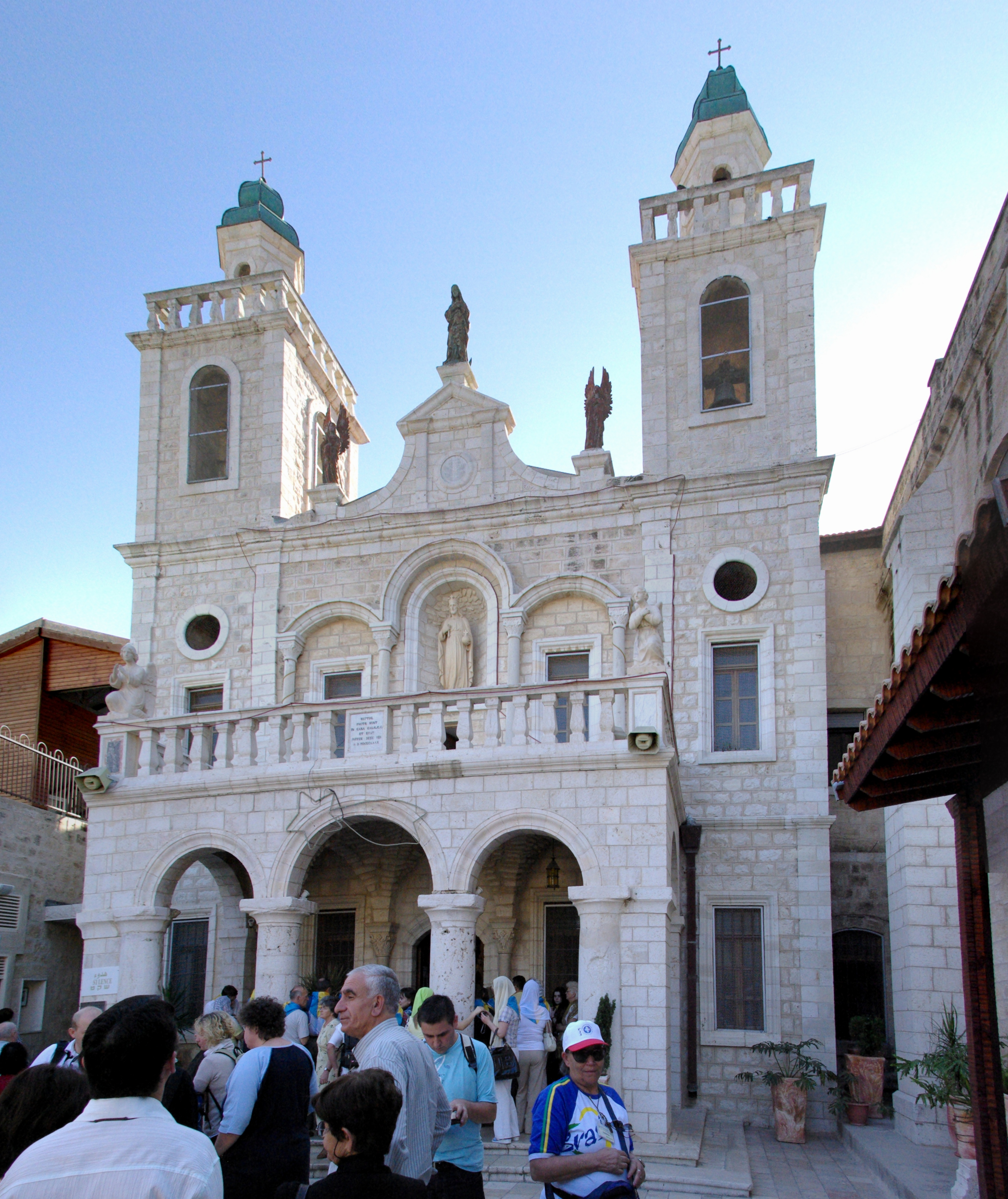
Kościół franciszkanów w Kefar Kanna upamiętniający cud w Kanie w Izraelu, stan obecny

Ewangelista Jan stwierdza na początku, iż wesele miało miejsce trzeciego dnia. Egzegeci interpretują, że chodzi o trzeci dzień od decyzji udania się do Galilei lub spotkania z Natanaelem, któremu Chrystus zapowiedział, iż: „zobaczy jeszcze większe rzeczy” (J 1,50). Poprzez wzmiankę o trzecim dniu, wszystkie opisane na początku Ewangelii Janowej wydarzenia są umieszczone w ramach jednego pełnego tygodnia, prowadząc dzień po dniu do dnia siódmego (por. J 1,29.35.43 oraz 2,1), w którym miał miejsce cud będący objawieniem się chwały Bożej w Jezusie. Cud ten jest pierwszym z siedmiu znaków, które służą Janowi Ewangeliście do stworzenia struktury swego dzieła. Jan używa greckiego słowa semeion lub też ergon w znaczeniu „czyn”, w odróżnieniu od tradycji synoptycznej, gdzie spotyka się termin dynamis, znaczący tyle co „akt mocy”.
Jezus został zaproszony na gody weselne wraz ze swoją matką, towarzysząc jej. W trakcie uroczystego przyjęcia weselnego zabrakło wina. Maria zwróciła się do syna, mówiąc mu o tej palącej potrzebie gospodarzy. Po dialogu z synem, poleciła uczniom: „Zróbcie wszystko, cokolwiek wam powie”. Egzegeci porównują tu Jezusa do Józefa egipskiego. Podobnie wyraził się faraon podczas głodu w Egipcie: Udajcie się do Józefa i czyńcie, co wam powie (Rdz 41,55). Jezus nakazał wypełnienie stągwi kamiennych wodą. Następnie polecił zaczerpnąć i zanieść do spróbowania staroście weselnemu. Starosta dał świadectwo o jakości trunku. Woda zamieniła się bowiem w wino. Pod koniec perykopy Jan wyjaśnia sens znaku, było nim objawienie chwały Bożej i wzmocnienie wiary uczniów (Por. J 2,11). Z Kany Jezus udał się, według narracji Janowej, do Kafarnaum, w towarzystwie swej matki i uczniów (Por. J 2,12).

## Tekst według Biblii Tysiąclecia
1Trzeciego dnia odbywało się wesele w Kanie Galilejskiej i była tam Matka Jezusa. 2Zaproszono na to wesele także Jezusa i Jego uczniów. 3A kiedy zabrakło wina, Matka Jezusa mówi do Niego: «Nie mają już wina». 4Jezus Jej odpowiedział: «Czyż to moja lub Twoja sprawa, Niewiasto? Czyż jeszcze nie nadeszła godzina moja?» 5Wtedy Matka Jego powiedziała do sług: «Zróbcie wszystko, cokolwiek wam powie». 6Stało zaś tam sześć stągwi kamiennych przeznaczonych do żydowskich oczyszczeń, z których każda mogła pomieścić dwie lub trzy miary. 7Rzekł do nich Jezus: «Napełnijcie stągwie wodą!» I napełnili je aż po brzegi. 8Potem do nich powiedział: «Zaczerpnijcie teraz i zanieście staroście weselnemu!» Ci więc zanieśli. 9Gdy zaś starosta weselny skosztował wody, która stała się winem – a nie wiedział, skąd ono pochodzi, ale słudzy, którzy czerpali wodę, wiedzieli – przywołał pana młodego 10i powiedział do niego: «Każdy człowiek stawia najpierw dobre wino, a gdy się napiją, wówczas gorsze. Ty zachowałeś dobre wino aż do tej pory». 11Taki to początek znaków uczynił Jezus w Kanie Galilejskiej. Objawił swoją chwałę i uwierzyli w Niego Jego uczniowie.
12Następnie On, Jego Matka, bracia i uczniowie Jego udali się do Kafarnaum, gdzie pozostali kilka dni

## Interpretacje teologiczne

### Teologia katolicka

#### W ujęciu A. Jankowskiego OSB
W interpretacji Augustyna Jankowskiego OSB milczenie tekstu o szczegółach personalnych państwa młodych świadczy, że dla Jana ważne było samo wydarzenie jako obraz-symbol teologiczny. Na pewno Maria była bliską rodziną, skoro wydawała polecenia sługom. Uroczystości weselne u Żydów bywało, że trwały około tygodnia lub nawet dwóch (por. Tb 8,20; 10,8). Popularnie, w języku kolokwialnym nazywano wesele „piciem”. Wino, które rozwesela serce ludzkie (Ps 104,15) i jest starotestamentowym symbolem miłości oblubienicy (Pnp 7,10; 8,2.12), było więc niezbędnym elementem świętowania. Ale w opowiadaniu Jana wino otrzymało jeszcze inne duchowe znaczenie. Cud w Kanie został umieszczony przez Ewangelistę-Redaktora razem ze znakiem oczyszczenia świątyni (J 2,13-22). Obydwa znaki mają wymowę mesjańską i kultyczną, i zostały napisane według tego samego schematu objawieniowego (epifanijnego). Opowiadanie o interwencji Jezusa w świątyni ukazuje go jako Mesjasza, broniącego czystości miejsca kultu. Opis sytuacji na dziedzińcach świątyni wskazuje, że tego oczyszczenia Jezus nie mógł przeprowadzić inaczej, jak przez Swą cudowną moc. Zdarzenie to zapowiada też nowy kult, który nastanie po tajemniczym zburzeniu świątyni i jej odbudowaniu – dwóch faktach przekraczających wyobraźnię słuchaczy Jezusa. Zaś cud przemiany wody w wino zapowiada Eucharystię jako centrum nowego kultu, przygotowującą ucztę w królestwie niebieskim przy stole Pana (Łk 22,30) – zapowiadaną wcześniej przez proroctwo mesjańskie i eschatologiczne Izajasza (Iz 25,6). W obydwóch opowiadaniach występują podobne kontrasty między tym, co dawne, niedoskonałe, a nową pełnią mesjańską. W cudzie przemiany dwukrotnie wymieniona woda jest symbolem starego porządku – jako służąca do żydowskich oczyszczeń, które niebawem miały stracić całe swoje znaczenie wobec nadejścia nowego kultu w Duchu i prawdzie (J 4,23n). Wino zaś jest symbolem nowości, którą przynosi Chrystus. Znaczenie obfitości wina ukazuje Księga Przysłów 9,1-6:

Mądrość zbudowała sobie dom i wyciosała siedem kolumn, nabiła zwierząt, namieszała wina i stół zastawiła. Służące wysłała, by wołały z wyżynnych miejsc miasta: Prostaczek niech do mnie tu przyjdzie. Do tego, komu brak mądrości, mówiła: Chodźcie, nasyćcie się moim chlebem, pijcie wino, które zmieszałam. Odrzućcie głupotę i żyjcie, chodźcie drogą rozwagi!

Wino powstałe z wody to nowa nauka Jezusa, ale też i symbol Eucharystii, którą Chrystus ustanowi później w wieczerniku (Mt 26,26-29), będącej zapowiedzią uczty w niebie, o której prorokował Izajasz (Iz 25,6). Zwrócenie się Jezusa do matki „Niewiasto!” ma wydźwięk uroczysty i abstrahuje od więzów krwi. Podobnie jak pod krzyżem (J 19, 27), gdzie Maria jest ukazana nie tyle jako matka, co jako figura Kościoła-Oblubienicy. Także w odniesieniu do cudu w Kanie, istotne nie było pragnienie wybawienia z kłopotu gospodarzy, lecz symbolika przyszłych godów Jezusa Chrystusa z Oblubienicą – Kościołem.

#### W ujęciu Jana Pawła II
Matce Jezusa w tej perykopie nadane jest imię niewiasty, ma to znaczenie typiczne (por. Rdz 3,15; Ga 4,4; J 19,26; Ap 12,1). Pisze o tym Jan Paweł II w Encyklice „Redemptoris Mater” nn. 21-24. Papież zinterpretował cud w Kanie galilejskiej jako pierwsze nauczanie Ewangelii o uczestnictwie Maryi w zbawczej misji jej Syna Jezusa jako duchowej matki i pośredniczki między Chrystusem i Jego uczniami:

Możemy więc powiedzieć, że w powyższym zapisie Ewangelii Janowej znajdujemy jakby pierwszy zarys prawdy o macierzyńskiej trosce Maryi. Prawda ta znalazła wyraz również w magisterium ostatniego Soboru. Warto zauważyć, jak macierzyńska rola Maryi została przedstawiona przezeń w odniesieniu do pośrednictwa Chrystusa. Czytamy bowiem: „Macierzyńska rola Maryi w stosunku do ludzi żadną miarą nie przyćmiewa i nie umniejsza tego jedynego pośrednictwa Chrystusowego, lecz ukazuje jego moc”, ponieważ „Jezus Chrystus jest jedynym pośrednikiem między Bogiem a ludźmi” (por. 1 Tm 2, 5-6). Ta macierzyńska rola wypływa – dzięki upodobaniu Bożemu – „z nadmiaru zasług Chrystusowych, na Jego pośrednictwie się opiera, od tego pośrednictwa całkowicie jest zależna i z niego czerpie całą moc swoją” (Lumen gentium, 60). Właśnie w takim znaczeniu wydarzenie w Kanie Galilejskiej jest jakby zapowiedzią pośrednictwa Maryi, które skierowane jest do Chrystusa, a zarazem zmierza do objawienia Jego zbawczej mocy (Redemptoris Mater 22).

#### W ujęciu Joachima Gnilki
Zdaniem Joachima Gnilki użycie słów „Niewiasto” zamiast „Matko” wprowadzają pewien dystans. Służy on podkreśleniu całkowitej przynależności Jezusa do Ojca, z którym jest on złączony w pełnieniu jego woli. Słowa „Zróbcie wszystko, cokolwiek wam powie” podkreślają chrystocentryczną orientację Ewangelii i zawierają w sobie aluzję, że również Maria jest gotowa pełnić wolę Jezusa.

### Teologia protestancka
Zdaniem Ulricha Wilckensa w odpowiedzi udzielonej Marii (J 2,4) Jezus podkreśla swoją suwerenność – nikt nie może zmusić go do uczynienia cudu, nawet jego matka. Maria uznaje to, oddając inicjatywę Jezusowi (J 2,5). Jezus nie ogranicza się do naprawy niekomfortowej sytuacji, co było intencją matki, ale czyni z cudu znak swego mesjańskiego panowania. Dokonując cudu w stągwiach przeznaczonych do oczyszczeń Jezus wskazuje na zastąpienie żydowskich rytuałów przez oczyszczenie jego krwią przelaną na krzyżu, symbolizowaną przez wino. Widoczne jest też nawiązanie do starotestamentowej i wczesnojudaistycznej symboliki obfitości wina jako znaku czasów ostatecznych (Iz 25,6, Am 9,13, Etiopska Księga Henocha 10,19, Apokalipsa Barucha syryjska 29,5). Niewykluczone jest też nawiązanie do greko-hellenistycznych przekazów o Dionizosie. W ten sposób podkreśla, że jego zbawcze dzieło daje uczestnictwo w dobrodziejstwach życia wiecznego. Cud stanowi też antycypację eschatologicznej uczty, podobnie jak Wieczerza Pańska.

## Niezależni komentatorzy
Według prof. Uty Ranke-Heinemann wydarzenia w Kanie nigdy nie miały miejsca, a opowieść o cudzie ma swój rodowód w starożytnym święcie Dionizosa: 

W rzeczywistości motyw historii o przemianie wody w wino jest typowym motywem legendy Dionizosa, w której właśnie cud jest cudem epifanii boga i dlatego tę przemianę ustalono na porę święta Dionizosa, tzn. noc z 5 na 6 stycznia (...) Dzień 6 stycznia przyjmuje się za datę wesela w Kanie.

Prawnik i badacz Biblii Weddig Fricke w swojej książce Ukrzyżowany w majestacie prawa wysuwa hipotezę, iż użycie słowa „niewiasta” przez Jezusa odnośnie do jego matki świadczy o utrzymywaniu dużego dystansu syna do matki. Wesele w Kan opisane przez Jana jest prawdopodobnie weselem jednego z braci lub sióstr Jezusa a Maria jest, co zrozumiałe, panią domu. Zwrócenie się służby w sprawie braku wina właśnie do niej, a nie do rzekomego gospodarza potwierdza to przypuszczanie. Ben-Chorin wyciąga wniosek; 

Jeśli któreś ze słów Jezusa są autentyczne, to zapewne te twarde i tak jawnie nieuzasadnione słowa karcące matkę, która publicznie kompromituje, gdyż kto miałby takie słowa zmyślić?

 Fricke zauważa, iż Jezus nigdy nie zwrócił się do matki z miłością używając jedynie słów: niewiasta i rodzicielka. Podobną interpretację podaje były profesor teologii katolickiej Hubertus Mynarek w swej książce Jezus i kobiety: miłosne życie Nazarejczyka oraz Karlheinz Deschner w Krzyżu Pańskim z Kościołem pisząc: 

(...) Jezus milczy całkowicie w sprawie swego poczęcia przez Ducha Świętego i zrodzenia z dziewicy, nigdy nie nazywa Maryi matką, nigdy nie mówi o miłości do matki, często szorstko się do niej odzywa, ona zaś uważa go za szaleńca

 Według pisarki zajmującej się kulturą Żydów europejskich posługujących się językiem jidysz oraz humorem żydowskim, Salci Landmann, postawa Jezusa w stosunku do Marii nie jest wzorem do naśladowania:

Dobitniej nie można wyrazić, jak niewielkie było przywiązanie Jezusa do matki i jak mało nadaje się historyczny Jezus na punkt oparcia dla religijnego kultu matki

## Wpływ na duchowość chrześcijańską i liturgię
Na miejscu wesela w Kanie Galilejskiej znajdują się obecnie katolickie i prawosławne sanktuaria Pierwszego cudu Jezusa.
Ewangeliczny opis cudu często odczytywany jest podczas obrzędów zawierania sakramentu małżeństwa w Kościele katolickim. Same Gody w Kanie są jedną z tajemnic światła dodanych do wcześniejszych piętnastu tajemnic różańcowych przez papieża Jana Pawła II w 2002 roku.

## Odniesienia w kulturze
Perykopa przedstawiana była wielokrotnie w sztuce chrześcijańskiej.

### Wydania Pisma Świętego z komentarzami
- Biblia jerozolimska. Szkoła Biblijna w Jerozolimie (oprac.). Poznań: Pallottinum, 2006, s. 1803. ISBN 83-7014-519-1.
- Ewangelia według św. Jana. W: Biblia Tysiąclecia. J. Drozd (przekład). Wyd. 5. Poznań: Pallottinum, 2000, s. 1218.
- Pismo Święte Starego i Nowego Testamentu: najnowszy przekład z języków oryginalnych z komentarzem. Częstochowa: Święty Paweł, 2008, s. 2334. ISBN 978-83-7424-196-0.

### Opracowania
- Richard S. Ascough: Uzdrawiał, przemieniał, wskrzeszał: największe cuda Jezusa w interpretacji znanego biblisty. Kraków: Wydawnictwo eSPe, 2007, s. 147–152. ISBN 978-83-7482-111-7.
- Donato Baldi OFM: W Ojczyźnie Chrystusa. Przewodnik po Ziemi Świętej. Aleksander Kowalski (tłum. i uzupełn.). Wyd. 2. Kraków-Asyż: Franciszkanie, 1993. Brak numerów stron w książce
- Gryglewicz F. Pierwszy cud Jezusa. „Częstochowskie Studium Teologiczne”. 15–16 (1988–91). s. 7–14.
- Jankowski A. OSB: Matka Jezusa w Kanie Galilejskiej. W: Tenże: Dwadzieścia dialogów z Jezusem. Kraków: Nemrod, 2004, s. 43–55. ISBN 83-920450-1-7.
- Jan Paweł II: Encyklika „Redemptoris Mater” – O błogosławionej Maryi Dziewicy w życiu pielgrzymującego Kościoła, nn. 21-24. 25 marca 1987. [dostęp 2011-10-24].
- Ostrowski L. Znak Jezusa w Kanie Galilejskiej. „Warszawskie Studium Teologiczne”. 1 (1983). s. 122–135.
- Stachowiak L.: Maryja w Kanie Galilejskiej. W: U boku Syna. F. Gryglewicz (red.). Lublin: 1984, s. 85–94.